# Verplichte procesvertegenwoordiging
Verplichte procesvertegenwoordiging is het beginsel dat een burgerlijke partij alleen een proces mag voeren als hij door een advocaat of (tot 2008) procureur wordt vertegenwoordigd. 
In Nederland geldt alleen verplichte procesvertegenwoordiging in civiele zaken bij de rechtbank, het gerechtshof en de Hoge Raad. Uitzonderingen: alle zaken bij de kantonrechter, bij de administratieve rechter van de rechtbank, als gedaagde in kort geding bij de rechtbank, en als gedaagde in verschillende familierechtelijke zaken. 
Het bezwaar tegen verplichte procesvertegenwoordiging is echter dat een eiser hier misbruik van zou kunnen maken om zijn wederpartij op kosten te jagen, vooral wanneer deze krap bij kas zit, of andersom: iemand zou opzettelijk wanprestatie of een onrechtmatige daad kunnen plegen wetend dat diens wederpartij de procesgang niet kan betalen. Bovendien worden in veel landen proceskosten slechts forfaitair vergoed; deze forfaits zijn vrijwel altijd een fractie van de werkelijke kosten. Hier wordt tegenin gebracht dat het voor complexiteit van zaken nodig is partijen tegen zichzelf te beschermen en adequate procesvertegenwoordiging te verzekeren. De kosten die met verplichte procesvertegenwoordiging gepaard gaan werpen een drempel op om naar de rechter te stappen en zijn een prikkel tot het schikken van de zaak, waardoor tevens het gerechtelijk apparaat wordt ontlast.